# Бриаканское сельское поселение
Бриака́нское се́льское поселе́ние — муниципальное образование в районе имени Полины Осипенко Хабаровского края Российской Федерации. Образовано в 2004 году.
Административный центр — село Бриакан.

## Население
| 2010  | 2011  | 2012  | 2013  | 2014  | 2015  | 2016  |
| ----- | ----- | ----- | ----- | ----- | ----- | ----- |
| 1396  | ↘1394 | ↘1353 | ↘1341 | ↘1307 | ↘1278 | ↘1258 |
| 2017  | 2018  | 2019  | 2020  | 2021  |       |       |
| ↘1243 | ↘1210 | ↘1165 | ↘1139 | ↘921  |       |       |

## Населённые пункты
В состав поселения входят 3 населённых пункта:
| № | Населённый пункт | Тип  | Население |
| - | ---------------- | ---- | --------- |
| 1 | Бриакан          | село | ↘836      |
| 2 | Весёлая Горка    | село | ↘26       |
| 3 | Главный Стан     | село | ↘59       |